# Muggiaea delsmani
Muggiaea delsmani är en nässeldjursart som beskrevs av Totton 1954. Muggiaea delsmani ingår i släktet Muggiaea och familjen Diphyidae. Inga underarter finns listade i Catalogue of Life.